# Дуран, Шимон бен Цемах
Шимо́н бен Це́мах Дура́н (РАШБАЦ, 1361—1444; ивр. שמעון בן צמח דוראן‎) — раввин, философ, галахист и поэт.

## Биография
Родился на Мальорке. Учился на Мальорке и в Арагоне еврейскому закону, а также медицине, математике, астрономии и естественным наукам. Испытал также влияние каббалы.
Погромы 1391 года достигли Мальорки в начале августа, и тридцатилетний Дуран был вынужден бежать, оставив всё имущество, в северную Африку. В 1407 году занял должность главного раввина алжирского города Тлемсен; после смерти Ицхака бен Шешета (РИВАШ) Перфета, с которым у него были трения, стал считаться главным раввином Алжира.
Написал множество респонсов, из которых можно почерпнуть ценные сведения по жизни евреев северной Африки. Занимался также философией, в целом следовал Маймониду, но в некоторых вопросах приближался к своему старшему современнику Хасдаю Крескасу, оказал влияние на ученика Крескаса Йосефа Альбо, особенно в вопросах иудейской догматики, где он сократил число основ до трёх (существование Бога, Тора — с небес, Мир управляем), хотя в других местах утверждал, что можно вывести все основы из одной — вера в Сотворение мира.
Написал, помимо респонсов, много других книг, в том числе поэтические элегии (кинот), полемические сочинения против христианства, караимизма и некоторых еврейских философов, как Крескас.

## Труды
Самые известные книги Дурана:
- «Любящий правосудие» (комментарий к «Книге Иова»),
- «Щит отцов»,
- «Свет жизни» (против сочинения Крескаса «Свет Божий»),
- сборник респонсов ТАШБАЦ.

Сын Шимона Дурана Шломо Дуран (РАШБАШ) был автором множества респонсов, в отличие от отца выступал против каббалы. Некоторые сочинения Шломо Дурана печатались вместе с сочинениями его отца.